# Лісовий Володимир Михайлович
Володимир Михайлович Лісовий (нар. 15 березня 1947, с. Гарячі Ключі,Курильські острови, Сахалінської області, РСФСР) — український режисер, драматург, заслужений артист України (1993), народний артист України (2019), головний режисер Тернопільського академічного театру актора і ляльки.

## Життєпис
Народився 15 березня 1947 року в с. Гарячі Ключі (Курильські острови) Сахалінської області.
Навчався на філологічному факультеті Липецького державного педагогічного інституту (Росія). У 1978 році закінчив Державний інститут театрального мистецтва ім. Луначарського, Москва (ГІТІС).
З 1970 по 1982 рік працював актором і режисером Липецького театру ляльок (Росія).
З 1982 по 1995 рік був головним режисером Вінницького обласного театру ляльок.
У 1995 році був запрошений на посаду головного режисера в Тернопільський обласний театр ляльок, де працює й по цей час.
Режисер В. Лісовий зберіг найкращі творчі традиції, які склалися за попередні роки в Тернопільському театрі ляльок і продовжив роботу по укріпленню і навчанню творчого складу театру. Постійно поновлюючи репертуар, Володимир Михайлович проводить заняття по вдосконаленню майстерності актора-лялькаря, особливо з молодими акторами. Уважно слідкує за збереженням творчої атмосфери в колективі, підтримує високий рівень відповідальності і дисципліни.
За останні роки був створений новий репертуар — вистави самих різних жанрів для глядачів усіх вікових категорій. Вони відрізняються виразністю і різноманітністю форм, створенням цікавих образів, майстерною роботою з лялькою, і, як правило, викликають великий інтерес глядача.
Серед найкращих робіт Володимира Лісового, поставлених на тернопільської сцені, вистави:
- «Кіт у чоботях» Д. Самойлова,
- «Шукай вітру в полі» В. Лівшиця,
- «Чарівна лампа Аладіна» Н. Гернет,
- «Дзвони-лебеді» Л. Браусевича,
- «Таємничий гіпопотам» В. Лівшиця,
- «Чарівний перстень, або казка за три п'ятаки» В. Лісового,
- «Білосніжка» Г. Усача,
- «Театр Братика Кролика» Д. Гарріса,
- «Малята-кармалята» Г. Усача,
- «Козацькі вітрила» Б. Мельничука,
- «Бременські музиканти» В. Ліванова,
- «Кривенька качечка» В. Лісового,
- «Ляльки-шоу» (гала-концерт для дорослих),
- «Дуже проста історія» М. Ладо,
- «20 хвилин з ангелом» О. Вампілова та інші.

Багато із цих вистав є дипломантами фестивалів театрів ляльок. Усього режисер В. Лісовий поставив у Тернополі біля сорока вистав. Усі вони бережно зберігаються в діючому репертуарі театру. Поставив декілька вистав-казок на сцені Тернопільського академічного драматичного театру ім. Т. М. Шевченко.
Крім основної режисерської роботи активно займається театральною педагогікою, багато його учнів успішно працюють у театрах ляльок України.
Автор п'єс, які їдуть на сценах театрів України і Росії («Принцеса на горошині», «Чарівний перстень, або казка за три п'ятаки», «Кому потрібен сніговик?», «Театр Братика Кролика», «Чарівник 101», «Козацькі вітрила» (В співавторстві з Б. Мельничуком), «Кривенька качечка» та інших)
Народний артист України (2019).